# بوران (مكوك فضاء)

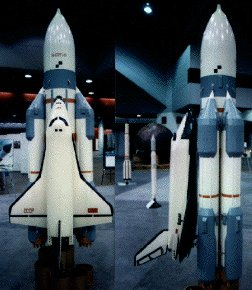
بوران

بوران « Бура́н » وتعني بالعربية عاصفة الثلج، هو مكوك فضاء سوفيتي أطلق عام 1976 ردًا على البرنامج الأمريكي للمركبات الفضائية في زمن الحرب الباردة.
القادة السوفيت، كانوا مقتنعين بأن برنامج مكوك الفضاء الأمريكي سوف يستخدم لأغراض عسكرية، وأرادوا أن يكون للاتحاد السوفيتي ما يعادل هذا المكوك للحفاظ على توازن القوى خلال فترة الحرب الباردة. هذا المشروع يعتبر الأكبر والأكثر كلفة في تاريخ استكشاف الفضاء زمن الاتحاد السوفياتي السابق بمعهد غروموف لبحوث الطيران.
هنالك كثير من التشابه في مظهره مع المكوكات الفضائية الأمريكية وحتى في تواريخ بدء البرنامج، والانتهاء من صنعه ويعتقد الكثير أنه صنع بالأساس لأجل التجسس.

## الإطلاق
أطلق المكوك إلى الفضاء مرة واحدة وبدون طيار في 15 نوفمبر 1988 في الساعة 3 صباحا بتوقيت غرينيتش.
وقد تمكن من الهبوط بنجاح بفضل الحاسوب على متنه. وبهذا كان أول طائرة فضاء تنفذ رحلة طيران غير مأهولة، بما في ذلك الهبوط الآلي الكامل. صادفت المكوك العديد من المشاكل الفنية والتقنية أدت إلى بقائه غير صالحاَ للاستعمال بشكل عملي ولم يُطلق بعدها لأسباب غير واضحة.

## أنتونوف آن-225
صممت طائرة أنتونوف أن-225 بهدف استخدامها في إطلاق المكوك بوران هذا الهدف الذي لم
يتحقق عملياَ وفي النهاية تحولت الطائرة للعمل التجاري بحيث يتم تأجيرها للدول من قبل الحكومة الأوكرانية لنقل المعدات الضخمة كالدبابات وأغراض التنقيب عن النفط.وتعتبر أكبر من طائرة إيرباص إيه 380 أكبر طائرة ركاب في العالم.

## بوران الآن
يقبع بوران حالياً في إحدى حدائق موسكو كمنظر للسياح، وتوجد مطالبات عديدة لإعادته للخدمة في الأغراض المدنية فقط.

## اقرأ أيضا
- مركبة فضائية تجريبية صينية لإعادة الاستخدام

## وصلات خارجية
- مكوك الفضاء الروسي «بوران»... تجربة ناجحة لكنها لم تكتمل مقطع قصير من قناة روسيا اليوم